# Seznam maroških pesnikov
Seznam maroških pesnikov.

## B
- Rajae Benchemsi
- Tahar Benjelloun
- Mahi Binebine

## K
- Mohammed Kacimi

## L
- Abdellatif Laabi
- Ahmed Lemsih

## N
- Mostafa Nissabory

## S
- Abdelhak Serhane